# ジム・ペース
ジム・ペース（ Jim Pace 、1961年2月1日 - 2020年11月13日）はアメリカのレーシングドライバー。ペイスと表記なされる場合もある。

## 人物
ミシシッピ州モンティチェロ出身。ペースは1988年にレースデビュー。スポーツカーレースで活躍。1990年のデイトナ24時間レースでGTUクラスで優勝した。ペースはコ・ドライバーのスコット・シャープとウェイン・テイラーとともに、1996年のデイトナ24時間レースでライリー＆スコットMkIIIを勝利に導いた。そのシーズンの後半、彼はル・マン24時間レースでも同じチームのレースドライバーをシャープ、テイラーと共に務めた。セブリング12時間レースも1996年にテイラーとエリック・ヴァン・デ・ポールと総合優勝を成し遂げている。デイトナで何年も活躍した後、ペースは2007年にロレックススポーツカーシリーズGTクラスの通常のドライブに戻った。 2008年に彼はレーサーズ・グループのポルシェ・911を運転し、2009年にはファーンバッハー・ロレスレーシングより参戦した。
ペースはミシシッピ州立大学に通い、ミシシッピ州リッジランドに在住していた。
2020年11月13日に新型コロナウイルス感染症（COVID-19）により死去。59歳没。

## ウェザーテック スポーツカー選手権での成績
| 年   | チーム          | クラス | メーカー         | エンジン             | 1     | 2      | 3   | 4   | 5   | 6       | 7   | 8   | 9   | 10  | 11  | 順位 | ポイント |
| ---- | --------------- | ------ | ---------------- | -------------------- | ----- | ------ | --- | --- | --- | ------- | --- | --- | --- | --- | --- | ---- | -------- |
| 2014 | Highway to Help | P      | Riley Mk XXVI DP | Dinan (BMW) 5.0L V8  | DAY 9 | SEB 14 | LBH | LGA | DET | WGL     | MOS | IMS | ELK | COA | PET | 41位 | 41       |
| 2015 | Highway to Help | P      | Riley Mk XXVI DP | Dinan (BMW) 5.0 L V8 | DAY 8 | SEB 7  | LBH | LGA | DET | WGL     | MOS | ELK | COA | PET |     | 19位 | 49       |
| 2016 | Highway to Help | P      | Riley Mk XXVI DP | Dinan (BMW) 5.0 L V8 | DAY 8 | SEB 10 | LBH | LGA | DET | WGL DNS | MOS | ELK | COA | PET |     | 25位 | 46       |